# Mirage de Bonis
Mirage, op. 171, est une œuvre de la compositrice Mel Bonis.

## Composition
Mel Bonis compose Mirage pour voix moyenne et piano sur un poème d'Édouard Guinand. L'œuvre ne sera éditée qu'à titre posthume en 2000 par les éditions Armiane.

## Analyse
Mirage, comme beaucoup des mélodies sur des textes d'Amédée-Louis Hettich ou de Guinand, propose un style musical plutôt léger.

## Discographie
Mel Bonis, l'œuvre vocale. Doron musique, 2006

## Sources
- Étienne Jardin, Mel Bonis (1858-1937) : parcours d'une compositrice de la Belle Époque, 2020 (ISBN 978-2-330-13313-9 et 2-330-13313-8, OCLC 1153996478, lire en ligne)